# زور ابوزید
زور ابوزید (به عربی: زور أبو زید) یک روستا در سوریه است که در ناحیه صوران واقع شده‌است. زور ابوزید ۸۳۸ نفر جمعیت دارد.